# TerreStar-1
TerreStar-1 — американский телекоммуникационный спутник корпорации TerreStar Corporation.
Создан в Space Systems/Loral на базе LS-1300S, имеет транспондеры диапазонов E/F (IEEE S band, частоты 2.00-2.01 ГГц и 2.19-2.20 ГГц) и будет обслуживать мобильные коммуникации в Северной Америке. Используется протокол GMR-3G. Сигналы передаются при помощи 18 метрового складного отражателя Стартовая масса спутника 6910 кг, что делало его самым тяжелым спутником, запущенным на геостационарную орбиту, и самым большим коммерческим спутником. Предыдущие два рекорда принадлежат компании ICO и спутнику G-1 2008 года (6634 кг). Рекорд массы продержался чуть менее 9 лет и двух месяцев и перешёл к Telstar 19V, запущенному 22 июля 2018 года.
TerreStar был запущен в 17:52 GMT 1го июля 2009, в течение двухчасового стартового окна, начавшегося в 16:13. Запуск был смещен ближе к концу окна из-за плохой погоды в первый час. Были отменены попытки запуска в 17:12 и 17:34. Запуск проведен компанией Arianespace с использованием ракеты-носителя Ariane 5ECA с ELA-3, космодром Куру. Спутник был выведен на геопереходную орбиту. Постепенно спутник поднимет себя на геостационарную орбиту при помощи собственного двигателя. Он будет расположен в точке 111° западной долготы. Ожидаемое время службы — 15 лет. Второй спутник, TerreStar-2 (новое название — Echostar 21) планировали запустить 29 августа 2016 года, однако дату запуска перенесли на 10 октября 2016 года